# La Baume
La Baume là một xã trong tỉnh Haute-Savoie thuộc vùng Auvergne-Rhône-Alpes đông nam Pháp.

## Geography
It is situated in the High Savoy between Thonon-les-Bains và Morzine. The name La Baume comes from Balma meaning grotto in pre-latin.

## Administration
The Mayor of La Baume since March 2008 has been Serge Coffy.

## Demography
| Năm | 1962 | 1968 | 1975 | 1982 | 1990 | 1999 | 2005 | 2008 | 2010 | 2013 |
| --- | ---- | ---- | ---- | ---- | ---- | ---- | ---- | ---- | ---- | ---- |
| Dân số | 170  | 214  | 179  | 165  | 191  | 228  | 250  | 251  | 251  | 278  |
| From the year 1962 on: No double counting—residents of multiple communes (e.g. students and military personnel) are counted only once. |      |      |      |      |      |      |      |      |      |      |

## Places of interest
The 'Barrage du Jotty', is a dam of the lake of Le Jotty shared by the communes of La Vernaz and La Baume.